# 浙江大学人文学部
浙江大学人文学部是浙江大学的一个学部，涵盖文学、历史学、哲学三大学科，由人文学院、外国语学院、传媒与国际文化学院和艺术与考古学院组成，设有学术委员会、学位委员会、教学委员会和人力资源委员会。

## 重点学科
学部有17个本科专业，38个硕士授权点，28个博士授权点，其中哲学、中国语言文学、历史学为一级学科博士授权点，外国语言文学为一级学科硕士授权点，拥有汉语国际教育硕士、艺术学硕士2个专业学位授权点，建有中国语言文学、历史学2个博士后流动站。
有中国语言文学、外国语言文学、新闻传播学、艺术学、历史学、哲学6个一级学科；有中国现当代文学、世界史、中国哲学、外国语言学及应用语言学、新闻学等38个二级学科，其中中国古典文献学为国家重点学科，外国哲学为国家重点培育学科，中国古典文献学、中国古代文学、英语语言文学、外国哲学、中国古代史、文艺学、汉语言文字学、中国现当代文学、传播学9个学科为浙江省重点学科。

## 师资力量
现有教师375人，其中教授101人，副教授129人，8名国务院政府特殊津贴获得者，3名百千万人才工程国家级人选，1名国家级教学名师奖获得者，3名浙江省特级专家，5名浙江省有突出贡献中青年专家，4名教育部新（跨）世纪优秀人才培养计划入选者，4名求是特聘教授。

## 研究中心
学部有29个研究所，14个研究中心：
- 校级强所：中国古代文学与文献研究中心、中外文化交流史中心、汉语史研究中心、中国古代史研究所、外国文学研究所、应用语言研究所、外语教学期刊研究所、德国文化研究所
- 2个国家“985工程”二期国家文科创新研究基地：基督教与跨文化研究中心、语言与认知研究中心
- 1个教育部人文社科重点研究基地：汉语史中心
- 2个浙江省人文社科重点研究基地：文献集成编纂中心、宋学研究中心
- 1个浙江省人文社科扶持研究中心：传播与文化产业研究中心
- 2个教育部基础学科科学研究和人才培养基地：中文、历史[1]